# Gibberichthys
Gibberichthys is een geslacht van straalvinnige vissen uit de familie van snavelvissen (Gibberichthyidae). Het geslacht is voor het eerst wetenschappelijk beschreven in 1933 door Parr.

## Soorten
- Gibberichthys latifrons (Thorp, 1969)
- Gibberichthys pumilus Parr, 1933